# Măgurile Săcărâmbului
 Măgurile Săcărâmbului este o arie protejată de interes național ce corespunde categoriei a IV-a IUCN (rezervație naturală de tip Mixt), situată în județul Hunedoara, pe teritoriul administrativ al  comunei Certeju de Sus, satul  Săcărâmb. 
Rezervația naturală are o suprafață de 13 ha, și reprezintă o zonă împădurită ce protejează fagul alb. De aici se trage și denumirea dată de către localnici: „pădurea de argint”. La nivelul ierburilor vegetează câteva specii floristice rare, printre care: laleaua pestriță (Fritillaria meleagris) și Lycopodium clavatum, o plantă cunoscută sub denumirea populară de pedicuță. La liziera pădurii este prezentă o bogată faună de lepidoptere. 